# Mario Tullio Montano
Mario Tullio Montano (Montecatini Terme, 1944. február 7. – Livorno, 2017. július 27.) olimpiai bajnok olasz kardvívó.

## Családja
Mario Tullio Montano vívócsaládból származik. Nagybátyja, Aldo Montano (1910–1996) kardvívásban két olimpián ezüstérmet szerzett, valamint ötször világbajnoki aranyérmes lett. Unokatestvére, Mario Aldo Montano (1948–) szintén kardvívásban az 1972-es müncheni olimpián aranyérmes lett, továbbá kétszer lett első a világbajnokságokon. Testvérei szintén olimpiai érmes sportolók: Carlo Montano (1952–) olimpiai és világbajnoki ezüstérmes tőrvívó, Tommaso Montano (1953–) pedig olimpiai ezüstérmes, világbajnoki bronzérmes kardvívó. Unokatestvérének fia, Aldo Montano (1978–) olimpiai, világ- és Európa-bajnok kardvívó.